# Municipio Acajete (Veracruz)
Koordinaten: 19° 34′ N, 97° 2′ W
Acajete ist ein Municipio im mexikanischen Bundesstaat Veracruz. Das Municipio umfasst eine Fläche von 97,8 km². Im Jahr 2010 hatte Acajete eine Bevölkerung von 8223 Einwohnern. Verwaltungssitz und einwohnerreichste Ortschaft des Municipios ist das gleichnamige Acajete.

## Geographie
Das Municipio Acajete liegt im Zentrum des Bundesstaats Veracruz in der Region Capital auf einer Höhe zwischen 1180 m und 3100 m. Es befindet sich in der physiographischen Provinz der Sierra Volcánica Transversal und entwässert über den Río Papaloapan in den Golf von Mexiko. Geologisch setzt sich das Municipio aus 38 % Andesit, 35 % Tuffen, 13 % Basalt und 13 % Brekzien zusammen. Bodentyp von 96 % des Municipios ist der Andosol, gefolgt von 3 % Leptosol. Etwa 55 % der Gemeindefläche sind bewaldet, etwa 28 % der Fläche dienen dem Ackerbau, 16 % als Weideland.
Das Municipio Acajete grenzt an die Municipios Rafael Lucio, Tlalnelhuayocan, Las Vigas de Ramírez, Tlacolulan, Perote und Coatepec.

## Bevölkerung
Beim Zensus 2010 wurden im Municipio 8223 Menschen in 1990 Wohneinheiten gezählt. Davon wurden 10 Personen als Sprecher einer indigenen Sprache registriert. Etwa 16,5 % der Bevölkerung waren Analphabeten. 3154 Einwohner wurden als Erwerbspersonen registriert, wovon ca. 78 % Männer bzw. gut zwei Prozent arbeitslos waren. Knapp 27 % der Bevölkerung lebten in extremer Armut.

## Orte
Das Municipio Acajete umfasst 45 bewohnte localidades, von denen nur der Hauptort vom INEGI als urban klassifiziert ist. Fünf Orte hatten mehr als 500 Einwohner, weitere 12 Orte zumindest 100 Einwohner. Die größten Orte sind:
| Ort           | Einwohner |
| Acajete       | 1649      |
| La Joya       | 1360      |
| Mazatepec     | 0818      |
| La Joya Chica | 0540      |
| Puentecillas  | 0501      |